# Museo Regional de Nayarit
El Museo Regional de Nayarit se enfoca en las diferentes tradiciones culturales del Nayarit prehispánico y se encuentra localizado en la ciudad de Tepic, en Nayarit, México.

## Salas
El Museo cuenta con siete salas de exposición permanente y dos para exposiciones temporales.
En la exposición permanente abarca las tradiciones culturales nayaritas, como:
- La tradición cultural Concheros
- La tradición cultural Tumbas de Tiro
- Expresiones funerarias, como la llamada Urnas Mololoa
- La tradición Cultural Aztatlán

Además de ejemplos del Postclásico tardío, cercano a la época del contacto español.

## Servicios
- Biblioteca Pública "Amado Nervo"
- Visitas guiadas
- Talleres